# Bahía Román
Die Bahía Román (spanisch, in Argentinien Bahía Migliardo) ist eine Bucht an der Südküste von Low Island im Archipel der Südlichen Shetlandinseln. Sie liegt etwa 5 km südwestlich des Kap Hooker.
Chilenische Wissenschaftler benannten sie nach Jorge Román Pérez, Kapitän der Angamos bei der 12. Chilenischen Antarktisexpedition (1957–1958). Der Hintergrund der argentinischen Benennung ist nicht überliefert.